# Алфавит
Алфави́т (др.-греч. ἀλφάβητος) — форма письменности, основанная на стандартном наборе знаков. В алфавите отдельные знаки — буквы, обозначают фонемы языка, хотя однозначное соответствие звука букве наблюдается редко и имеет обыкновение утрачиваться в процессе развития устного языка. Алфавит отличается от пиктографического (идеографического) письма, где знаки обозначают понятия (шумерская клинопись) и от морфемного и логографического письма, где знаки обозначают отдельные морфемы (китайское письмо) или слова. Выделяют следующие разновидности алфавитов:
- Консонантно-вокалические алфавиты — буквы обозначают как гласные, так и согласные;
- Консонантные алфавиты — буквы обозначают только согласные, гласные могут обозначаться с помощью специальной системы диакритических знаков (огласовки);
- Слоговые алфавиты — буквы обозначают целые слоги, причём слоги с одинаковой согласной, но разные гласные могут обозначаться близкими знаками (так называемые абугиды, типа индийского письма), а могут быть совершенно разными (например, кана); в узком смысле может не считаться алфавитом.

Использование знаков для отдельных фонем ведёт к значительному упрощению письма в результате сокращения количества используемых знаков. Также, порядок букв в алфавите является основой алфавитной сортировки.
Относительная сложность фонетических систем различных языков обуславливает наличие алфавитов неодинакового размера. Согласно Книге рекордов Гиннесса больше всего букв — 74 содержит алфавит кхмерского языка, наименьшее — 12 (a, e, g, i, k, o, p, r, s, t, u, v) в алфавите языка ротокас острова Бугенвиль (Папуа Новая Гвинея). Самой древней буквой алфавита является буква «о», которая осталась неизменной в том же виде, в каком она была принята в финикийском алфавите (около 1300 года до н. э., эта буква там обозначала согласный звук и обозначала «глаз» (айн) и современная «о» произошла от неё).

## Этимология
Слово «алфавит» восходит к латинскому alphabetum. Впервые встречается у Тертуллиана (155—230 годы) и у св. Иеронима (340—420 годы). Слово «алфавит» составлено из начальных букв греческого алфавита — альфа (α) и бета (β). Названия греческих букв, в свою очередь, произошли от начальных букв финикийского алфавита — алеф («бык») и бет («дом»). Слово «азбука» произошло от названий начальных букв старославянской кириллицы — аз и буки.

## История
Уже в начале Древнего царства (XXVII век до н. э.) египтяне использовали 24 сугубо звуковых иероглифа. Однако принцип алфавита был изобретён семитскими народами. В середине 3-го тыс. до н. э. писцы в городе Эбла (совр. Тель-Мардих, Северная Сирия) создали классификацию заимствованных из Месопотамии слоговых знаков клинописи, использовавшейся ими для записи местного эблаитского языка и месопотамского шумерского языка, упорядочивающую знаки по характеру гласных при одних и тех же согласных: ma, mi, mu (в семитских языках имелось только 3 гласных a, i, u). По-видимому, благодаря использованию опыта клинописи и египетского письма, семиты не позднее 1-й пол. 2-го тыс. до н. э. создали такой первоначальный тип консонантно-слогового письма, где имелись знаки для передачи согласных (напр., w) в сочетании с любым гласным (слогов типа wa, wi, wu, записываемых не разными знаками, как в клинописи, а одним).
В XIX—XVI веках до н. э. протосинайская письменность использует акрофонические пиктограммы, происходящие от египетских иероглифов — каждый знак обозначает начальный звук изображаемого слова.
Наиболее древним, возможно, был алфавит города-государства Угарит, известный с сер. 2-го тыс. до н. э. Порядок знаков в нём в основном соответствует порядку знаков в других алфавитах протоханаанской письменности, известной начиная с последних веков 2-го тыс. до н. э., и чуть более поздних алфавитах финикийского письма, древнееврейского письма и некоторых других. Финикийцы, жившие на восточном побережье Средиземного моря, в древности были известными мореходами. Они вели активную торговлю с государствами Средиземноморья.
После того как в набор всех письменных знаков были включены и знаки для гласных, окончательно сложился алфавит как упорядоченное множество письменных обозначений фонем.
От финикийского алфавита происходят греческий и арамейский алфавиты, давшие начало большинству современных письменностей, а также множество «тупиковых линий» в развитии письма: малоазийские алфавиты, иберское письмо, нумидийское письмо и др. Порядок букв финикийского алфавита прослеживается в алфавитах-потомках; само слово «алфавит» образовано из названия первых двух букв альфа ἄλφα (алеф) и бета βῆτα (бет).
Южносемитский алфавит, внешне напоминавший финикийский, произошёл, по-видимому, не от него, а от гипотетического общего с финикийским предка; потомком южносемитского письма является современное эфиопское письмо.

### Греческий алфавит и его потомки
Примерно на рубеже 2—1-го тыс. до н. э. (возможно, и несколько ранее) финикийский алфавит из 22 букв был заимствован греками, которые существенно преобразовали его, превратив древнегреческий алфавит в законченную систему. Соответствие между буквами алфавита и фонемами стало взаимнооднозначным: все знаки алфавита использовались для записи фонем, которым они соответствовали, и каждой фонеме соответствовала некоторая буква алфавита. Этими же особенностями обладают близкородственные древнегреческому этрусский алфавит и имеющие с ним общие черты малоазийские алфавиты в Малой Азии античного времени. Хронология создания и развития всех алфавитов рубежа 2—1-го тыс. до н. э. остаётся дискуссионной.
В I тысячелетии до н. э. Южная Италия была колонизирована греками. В результате этого с греческим письмом познакомились разные народы Италии. Греческий алфавит служит моделью для создания латинского и др. италийских (испытавших также опосредованное этрусское воздействие) алфавитов. В эпоху Римской империи происходило широкое распространение латинского языка и письма. Его влияние усилилось в Средние века в связи с переходом в христианство всех народов Европы. Латинский язык стал богослужебным языком во всех государствах Западной Европы, а латинское письмо — единственно допустимым письмом для богослужебных книг. Из десятков используемых сегодня алфавитов наиболее популярным является латинский алфавит.
В раннем Средневековье под прямым или опосредованным греческим влиянием происходит создание армянского (Месроп Маштоц), грузинского, готского (предположительно Ульфила), старославянских глаголицы и кириллицы (Кирилл и Мефодий, их ученики) и других алфавитов, где порядок, названия и форма знаков точно или с определёнными изменениями соответствуют греческому. Дальнейшее распространение алфавита для записи новых языков осуществлялось на основе уже созданных алфавитов, прежде всего латиницы, кириллицы и др. В I тыс. до н. э. засвидетельствованы южноаравийские алфавиты, представляющие собой раннее ответвление западносемитской системы. Первый документально известный изобретатель систем письма Месроп Маштоц, который в 406 году в городах Эдесса и Самосата завершил работу над созданием армянского алфавита.

### Арамейский алфавит и его потомки
Арамейский алфавит, произошедший от финикийского в I тыс. до н. э., положил начало многим письменностям Востока. Разнообразие религий и государств на Востоке, равно как и разнообразие письменных материалов, привело к тому, что потомки арамейского алфавита быстро модифицировались, изменяясь за короткое время до неузнаваемости.
По одной из версий, основными потомками арамейского алфавита являются:
- брахми и произошедшие от него весьма многочисленные (более 100) алфавиты Индии и Юго-Восточной Азии
- кхароштхи (тупиковая ветвь в развитии индийского письма)
- еврейский алфавит[10]
- сирийское письмо и его многочисленные потомки, включая монгольское письмо
- набатейское письмо и его потомок — арабское письмо

Среди индийских учёных обычно принято считать, что письмо брахми индийского происхождения. Некоторые учёные при этом ссылаются на памятники протоиндийской письменности (III—II тыс. до н. э.), обнаруженные при раскопках городов Хараппы и Мохенджо-Даро (по одной из гипотез, письменность долины Инда является, как и брахми, алфавитно-слоговым письмом).

## Названия букв
Во всех известных системах алфавита каждая буква имеет своё название. Названия букв в основном сохраняются в родственных системах и при заимствовании из одной системы в другую (из западносемитской в греческую). Названия букв во многих семитских традициях, кроме угаритской (для удобства запоминания и обучения), были образованы от обозначающих предметы слов, которые начинаются с соответствующих фонем («алеф» ‘бык’, «бет» ‘дом’ и т. п.).

## Числовое значение
Знаки древнейших известных алфавитов, в частности угаритского, не использовались для обозначения чисел. Позднее в западносемитских алфавитах 1-го тыс. до н. э. и в греческом алфавите первая по порядку буква [напр., греч. α (альфа)] может быть знаком для первого целого числа натурального ряда после нуля (то есть «α» означала число 1), вторая — для второго («β» означала число 2) и т. д. Этот принцип был сохранён во многих системах, основанных на греческой модели, в частности, в старославянской и древнерусской. При изменении формы буквы её порядковое место в алфавите и числовое значение чаще всего сохраняются, поэтому для изучения истории алфавитов способы обозначения чисел имеют большое значение.

## Список алфавитов
- Финикийская письменность
- Греческий алфавит
- Коптский алфавит
- Грузинский алфавит
- Армянский алфавит
- Еврейский алфавит
- Арамейский алфавит
- Агванский алфавит
- Глаголица
- Кириллица
  - Абазинский алфавит
  - Адыгский алфавит
  - Башкирский алфавит
  - Белорусский алфавит
  - Болгарский алфавит
  - Ингушский алфавит
  - Кабардино-черкесский алфавит
  - Казахский алфавит
  - Карачаево-балкарский алфавит
  - Киргизский алфавит
  - Македонский алфавит
  - Молдавский алфавит
  - Монгольский алфавит
  - Ногайский алфавит
  - Осетинский алфавит
  - Русский алфавит
  - Сербский алфавит
  - Таджикский алфавит
  - Татарский алфавит
  - Удмуртский алфавит
  - Украинский алфавит
  - Черногорский алфавит
  - Чеченский алфавит
  - Чувашский алфавит
- Древнепермский алфавит
- Латинский алфавит
  - Азербайджанский алфавит
  - Английский алфавит
  - Латышский алфавит
  - Польский алфавит
  - Румынский алфавит
  - Словацкий алфавит
  - Словенский алфавит
  - Таджикская письменность
  - Татарский алфавит
  - Турецкий алфавит
  - Черногорский алфавит
  - Чеченский алфавит
  - Чешский алфавит
  - Алфавит эсперанто
- Арабский алфавит
- Бенгальский алфавит
- Рунический алфавит
- Угаритский алфавит
- Этрусский алфавит
- «Суммарный алфавит» для языков СССР
- Фонетический алфавит
- Международный фонетический алфавит

## Авторы, время создания алфавитов
- Армянский алфавит — Месроп Маштоц, 405 г.
- Грузинский алфавит — наиболее широкое распространение в мировой исторической науке получила точка зрения, основанная на армянских первоисточниках V—VII веков, согласно которым создателем первого грузинского письма — мргвловани — является Месроп Маштоц (создавший также в 405 году н. э. армянский алфавит)[11][12]. Грузинские историки в подавляющем большинстве придерживаются точки зрения, что грузинский алфавит возник до Месропа Маштоца[13][14][15][16].
- Глаголица — Кирилл и Мефодий, 863 г.
- Кириллица — Климент Охридский, IX век
- Древнепермский алфавит — Стефан Пермский, 1372 г.
- Хангыль (корейское письмо) — Седжон Великий, 1444 г.[17]
- Вьетнамский алфавит — Александр де Род, ок. 1624 г.